# Ivarr de Man
Pour les articles homonymes, voir Ivarr.
Ivar de Man roi de l'île de Man de 1250 à 1252.
Ivar est décrit dans les Chroniques de Man qui le dénomme « chevalier » comme un meurtrier et un usurpateur.
En fait, il appartenait à la famille royale et était vraisemblablement le fils ou le petit-fils d'Ivar, le fils cadet de Godfred V de Man. En 1249, il participe au complot qui débouche sur l'assassinat le 30 mai de Rǫgnvaldr Óláfsson, près de Rushen, et prend le pouvoir après la déposition d'Harald II de Man l'année suivante.
Ivar trouve un compétiteur au trône en la personne de Ewen MacDougall, Seigneur des Îles entre 1248 et 1266 mais qui est incapable d'imposer son autorité sur l'Ile de Man.Ivar est finalement chassé du trône par une nouvelle intervention de Håkon IV de Norvège qui soutient la candidature de Magnus III de Man.

## Sources
- (en) Mike Ashley The Mammoth Book of British Kings & Queens (England, Scotland and Wales) Robinson London (1998) (ISBN 1841190969) « Ivarr » p. 430.
- Jean Renaud Les Vikings et les Celtes Ouest-France Université Rennes (1992)  (ISBN 2737309018) p. 68